# Praxedis Geneviève Hug

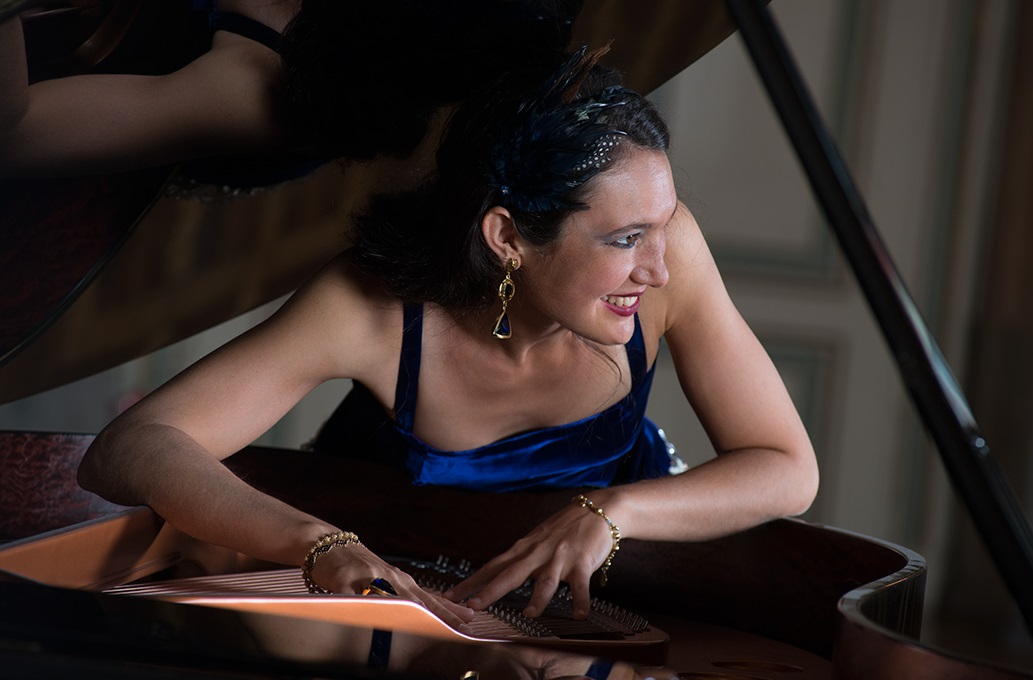
Praxedis Geneviève Hug (2015)

Praxedis Geneviève Hug (* 1984 in Zürich) ist eine Schweizer Pianistin. Sie bildet mit ihrer Mutter, der Harfenistin Praxedis Hug-Rütti, das Duo Praxedis.

## Leben
Praxedis Geneviève Hug erhielt mit fünf Jahren ihren ersten Klavierunterricht. Zwischen 1994 und 2000 wurde sie von Theo Lerch, Preisträger der Huber Stiftung in Zürich unterrichtet. Später legte sie ihr Klavierstudium an der Accademia Pianistica Internazionale unter dem Patronat von Wladimir Dawidowitsch Aschkenasi ab. In diesem Rahmen wurde die Presse schon auf sie aufmerksam, z. B. die italienische Zeitung La Repubblica.it. Ihre Studien setzte sie bei Riccardo Risaliti in Florenz fort, sie traten wiederholt in denselben Festivals, letztlich beim Lamole Festival auf. Sie erhielt musikalische Impulse und Förderung von Shura Cherkassky, Wolfgang Boettcher, Pierre Amoyal, Rudolf Baumgartner und Kristian Zimerman.
1998 gewann sie den 1. Preis am Solothurnischen Musikwettbewerb für Instrumentalmusik und 1997 den 1. Preis „mit Auszeichnung“ am Schweizerischen Jugendmusikwettbewerb.
1998 gründete sie zusammen mit zwei weiteren Erstpreisträgern des Schweizerischen Musikwettbewerbs das Klaviertrio IMPERIAL, welchem in der letzten Besetzung mit Bartlomiej Niziol, Violine, und Emil Rovner, Violoncello, der Förderpreis des Vereins „Orpheus-Konzerte Zürich“ im Jahr 2000 zugesprochen wurde. Die lokale Presse berichtete über das Konzert am 3. April 2009 in Unterägeri.
Im November 2000 erlangte sie das Konzertreifediplom, im Frühjahr 2001 das Lehrdiplom sowie im Sommer 2003 das Solistendiplom, alle „mit Auszeichnung“. 2004 gab sie ihr Debüt-Rezital in der Tonhalle Zürich. 2011 spielte sie im Brahms-Saal des Musikvereins Wien, die Schumann-Chopin Variationen wurden vor Ort live aufgenommen. Ihre Konzerttätigkeit umfasst Klavierrezitals in der Schweiz und im Ausland und Kammermusik-Konzerte mit Ensembles u. a. dem Amati-Quartett.
Seit 2009 gibt Geneviève Praxedis Hug hauptsächlich Konzerte mit Praxedis Hug-Rütti, unter dem Namen Duo Praxedis Konzerte im In- und Ausland. 2015 erschien original Classics mit Originalwerken für Harfe und Klavier des späten 18. Jahrhunderts. Das Album wurde von Print- und Online-Magazinen rezensiert, u. a. von Concerti, dem online-Blog HarpColumn oder Planet Hugill.

## Diskographie
- 2013: Romantik und Avantgarde, Unit Records
- 2013: Carl Rütti: Works for Piano and Harp, Guildmusic
- 2014: Moschulast. Wiener Werke arrangiert für Harfe und Klavier, Preiser Records
- 2014: Brahms. 21 Hungarian Dances, Paladino
- 2014: Sound of Zurich, Guildmusic
- 2015: Original Classics, Paladino
- 2015: Liszt: On Wings of Song – Piano Transcriptions